# Denise Carter
Denise Carter (31 luglio 1950) è un'ex tennista statunitense.
È conosciuta anche come Denise Carter-Triolo.

## Carriera
Nei tornei del Grande Slam ha ottenuto il suo miglior risultato raggiungendo i quarti di finale di doppio misto agli US Open nel 1970, in coppia con il connazionale Tom Gorman.